# Conrad Brunkman
Conrad Anton Olsson Brunkman (Helsingborg, Escània, 20 de gener de 1887 – Lund, Escània, 27 de maig de 1925) va ser un remer suec que va competir a començaments del segle xx. Era germà del també remer Gustaf Brunkman.
El 1912 va prendre part en els Jocs Olímpics d'Estocolm, on guanyà la medalla de plata en la competició del quatre amb timoner, inriggers del programa de rem, formant equip amb Ture Rosvall, William Bruhn-Möller, Herman Dahlbäck i Wilhelm Wilkens. En aquests mateixos Jocs també disputà la prova del vuit amb timoner, on fou eliminat en sèries.